# Hrvatski pomorski odjel
Hrvatski pomorski odjel, najčešće zvan Hrvatska pomorska legija, bio je prva i jedina mornarička postrojba Nezavisne Države Hrvatske do 1944., nakon kapitulacije Kraljevine Italije. NDH je pod pritiskom Italije sklopila jedan od Rimskih ugovora kojima se obvezala ne držati ratnu mornaricu na Jadranu. Kako bi ubrzala izgradnju vlastite mornarice i zaobišla talijansko protivljenje, NDH je u duhu članka 3. Trojnog pakta ponudila Trećem Reichu više od 1.100 časnika, električara, vodnika signalista i mornara za borbu na Istočnom bojištu. No, NDH nije objavila rat SSSR-u.
Postrojba je u principu bila tretirana kao jedinica Kriegsmarine, s njemačkim vojnim poštanskim brojem 23713, a pripadnicima su bile dodijeljene njemačke osobne isprave.
Jedinica se borila pod izravnim njemačkim zapovjedništvom, pod njemačkom ratnom zastavom i u odorama Kriegsmarine s hrvatskim grbom, kao prve mornaričke jedinice Trećeg Reicha na Crnome moru.[nedostaje izvor] Brod na kojima se nalazio zapovjednik jedinice, kapetan fregate Andro Vrkljan, uz ratnu zastavu Trećega Reicha nosio je i zastavu NDH.[nedostaje izvor]
Hrvatska pomorska legija se uglavnom bavila polaganjem mina i lovom na podmornice. Sudjelovala je i u ponovnom preuzimanju Krima. Pripadnici jedinice su nositelji Krimskog štita. Legija je raspuštena 1944. zbog njemačkog poraza na istoku i povlačenja snaga. Nakon povratka na Jadran, mornari su postali jezgra jadranske mornarice NDH.

## Dogovori Nezavisne Države Hrvatske i Trećega Reicha
10. srpnja, 1941., kapetan fregate Andro Vrkljan Mornarice Nezavisne Države Hrvatske i načelnik stožera Zapovjedništva mornaričke skupine u Sofiji Kriegsmarine Trećega Reicha, S. Bennecke, postigli su sljedeći dogovor (tekst je kasnije "preveden" na suvremeniju verziju hrvatskog jezika):
1. Mornarička jedinica, koju je Zapovjedništvo hrvatske Mornarice u Zagrebu sastavilo, zvat će se "Hrvatski pomorski odjel".
Hrvatski pomorski odjel upotrebljavat će se na području Crnog mora pod zapovjedništvom njemačkog obalskog Zapovjedništva. Jedan pomorski časnik Hrvatskog pomorskog odjela pridijelit će se stožeru obalnog zapovjednika kao časnik za vezu i istodobno kao zapovjednik Odjela.
2. O plovnim jedinicama, koje će Hrvatski pomorski odjel opremiti, ne može se sad dati nikakva obavještenja; upotreba zavisi u cjelovitosti o brodovima koji se nađu u ruskim lukama i budu spremni za vožnju (mali parobrodi, motorni jedrenjaci, motorni ribarski kuteri, motorni čamci), kao i o dobivenim zadacima.
Ako plovne jedinice budu opremljene po hrvatskom zapovjedništvu, plovit će pod hrvatskom ratnom zastavom. Hrvatska trupa nosit će i nadalje njezinu staru kokardu i mornarsku vrpcu. Opremljene plovne jedinice možebitno će nositi hrvatska imena.
3. Hrvatski pomorski odjel prevest će se najprije u Varnu. Prijevoz do Varne je utanačen posebnim brzojavom na opunomoćenog njemačkog generala u Zagrebu.
4. U Varni spremit će se smještaj u zajedničkom nastambi. Pojedinosti su dogovorene i dostavit će se odgovornim mjestima. Stambene prostorije i uređaj dat će njemačka Mornarica.
5. Naoružanje časnika i momčadi kao i eventualno protuzrakoplovno oružje zatražio je posebnim brzojavom; isto tako i streljivo.
6. Nautičku opremu: dvoglede, pomorske karte, priručnike itd. nabavit će njemačka Mornarica.
7. U slučaju opreme plovnih jedinica sa stranim oružjem i uređajem dat će njemačka Mornarica odgovarajuće instruktore za nastavu i uvježbavanje osoblja za ratne pothvate.
8. Signalna sredstva (signalna zastava, zastavice, signalne lampe) za opremljene jedinice dat će njemačka Ratna mornarica. U slučaju pothvata na moru i prema vrsti zadatka ukrcat će se njemačko telegrafsko i dojavno osoblje, kao pojačanje.
9. Brodsku opremu kao i redoviti potrošni materijal stavit će njemački uredi na raspolaganje.
10. Zapovjedništvo hrvatske Mornarice nastojat će poslati jedan izvjestan broj časnika sa znanjem njemačkog jezika. Poželjno bi bilo da dođe najmanje po jedan hrvatski liječnik i opskrbni časnik. Rezultat će se saopćiti Mornaričkoj grupi.
11. Stegovna pitanja rješavat će hrvatski zapovjednici jedinica po njihovim stegovnim propisima, jer će težiti za čistim hrvatskim jedinicama u pothvatima. Krivice – jer će se sve odigravati na njemačkom vojnom području – koje bi trebalo sudski raspravljati, rješavat će se po njemačkim vojničkim zakonima, uz jednog hrvatskog prisjednika.
12. Isplata beriva. Hrvatska beriva isplaćivat će se i dalje u Domovini. Doplaci (mazda, eventualno frontalni doplatak, odšteta za odjeću časnika) isplaćivat će se po njemačkim propisima.
Novčana hrana isplaćivat će se po njemačkim propisima prehrane.
Službena putovanja naknađivat će se prema njemačkim propisima.
Isplata dodatka kao i za njemačke oružane snage (u Rumunjskoj i Bugarskoj, polovica u odgovarajućoj valuti, druga polovica u bonovim – kreditnim-markama). S bonovima može se plaćati kantinska roba, odnosno za časnike roba u časničkim menzama.
13. U pogledu opskrbe priključit će se Hrvatski pomorski odjel opskrbnoj organizaciji njemačke Mornarice, tj. u svemu će se s njom postupati kao s njemačkom jedinicom. Za pripadnike Hrvatskog pomorskog odjela vrijede iste količine i vrste hrane kao za pripadnike njemačke Ratne mornarice. Opskrba svježim i konzerviranim namirnicama dobivat će se iz opskrbnih skladišta njemačke Mornarice, ako takvih skladišta ne bude u mjestu boravka, dobivat će se namirnice posredstvom intendancije iz skladišta vojske.
14. Što se tiče odjeće najprije će se sačekati odgovor na pitanje, s kojim se treba ustanoviti, koje će odjevne predmete hrvatski dočasnici i mornari donijeti. Načelno, za opskrbu hrvatskih dočasnika i mornara, uzet će se njemački odvjeni plan „B” – za plavu odjeću – kao temelj, s dodatkom za odjeću „Marine Gruppe Sud”. Prema tome, kakav odgovor stigne, dopunit će se iza toga manjkajući predmeti iz odjećnih skladišta njemačke Ratne mornarice. Također i tu vrijede utvrđena njemačka načela ekonomije u odjeći, to jest, odjevni predmeti stavljaju se vojnicima na raspolaganje za upotrebu: pri gubitku nadopunit će se rezervnim komadima i po završetku misije (komande) vratiti odjevnom skladištu.
Hrvatske oznake činova na odorama daje zapovjedništvo hrvatske Ratne mornarice u Zagrebu.
15. Hrvatski pomorski odjel priključit će se na Vojnu poštu njemačke Mornarice i dobit će broj (23713).
Pojedinosti o uređenju Vojne pošte utanačit će se u Zagrebu s tamošnjim uredom Vojne pošte.
16. Pri marševima i službenim putovanjima po kopnu obavljat će se pokreti hrvatskih vojnika po njemačkim smjernicama uz uručenje njemačkih putnih dokumenata.
17. Vojnici Hrvatskog pomorskog odjela dobit će njemačke osobne knjižice.

Neočekivanim odugovlačenjem rata na Istočnom bojištu Crno more je postalo važan put dopreme oružja i opreme na bojište. Treći Reich je do kraja Drugog svjetskog rata na Crno more poslao više od 500 ratnih i trgovačkih brodova. 

## Zagreb
Prva skupina od 120 časnika, dočasnika i mornara - predvođena Androm Vrkljanom - krenula je na put 17. srpnja 1941. 

## Varna
19. srpnja 1941. kasno navečer stigli su u Varnu i smješteni su u Sveti Konstantin. Dobili su na raspolaganje preuređene ribarske brodice s pogonom na jedra i pomoćnim motorima.
Do 20. kolovoza stigle su druga i treća skupina od 88 i 50 časnika, dočasnika i mornara. Hrvatski pomorski odjel je u Varni tada imao 258 pripadnika. Pripadnici jedinice položili su i vojničku prisegu Trećega Reicha, te su bili podčinjeni njegovim sudskim i stegovnim propisima.
Bugarska je bila blagonaklona prema Trećemu Reichu. Nijemci su kod bugarskog naroda uživali visok ugled ali su njegove simpatije bile na strani Sovjeta. U Varni je tijekom cijelog Drugog svjetskog rata djelovalo Sovjetsko veleposlanstvo koje je stršilo od postavljenih antena. Sovjetska obavještajna služba u Bugarskoj bila je jaka. Hrvatski pomorski odjel je ubrzo uključen u straže i potrage za paklenim strojevima koje su sovjetski saboteri postavljali po Varni. 
Crnomorska flota SSSR-a imala je jako utvrđena i dobro opskrbljena brodogradilišta i uporišta i nedostiživu nadmoć nad Silama osovine u broju, vrstama, vatrenoj moći, brzini brodova itd. Predratnim Staljinovim čistkama uklonjena je većina školovanih časnika koja bi to znala iskoristiti pa si je flota i sama blokirala plovne puteve polaganjem velikog broja mina, dok čišćenju neprijateljskih ispred svojih luka nije bila sklona. Stoga su Sile osovine na Crnome moru vodile minski rat.

## Nikolajev
Počevši u drugoj polovici rujna 1941., Hrvatski pomorski odjel poslan je u dvije skupine kopnenim prijevoznim kolonama Trećega Reicha u Nikolajev. 
Skromni hrvatski mladići koji su činili većinu Hrvatskog pomorskog odjela su nakon dugogodišnje sovjetske propagande kako je Savez Sovjetskih Socijalističkih Republika raj radnog naroda s rastućom napetošću su iščekivali što će vidjeti kad pređu granicu Saveza Sovjetskih Socijalističkih Republika. U Berezovki su se prvi put susreli s komunističkom stvarnošću, dodatno informirani i od samog naroda, s kojim su se mogli sporazumijevati. Niti jedan pripadnik Hrvatskog pomorskog odjela nije dezertirao za vrijeme njegovog postojanja. 
Dana 29. rujna, 1941. prva je skupina - pod vodstvom S. Rumenovića - stigla u Nikolajev, gdje su zaposjeli zaplijenili plovne jedinice, tražili mine u rijeci Bug, u njezinom ušću i ispred njega i digli jednu veću jedrilicu iz Buga. 
Druga je skupina - pod vodstvom Andrije Vrkljana - nešto duže boravila u Tighini, čekajući sastavljanje prijevozne kolone i u Nikolajev stigla početkom studenoga 1941. 

## Mariupol
Dana 8. listopada 1941. Treći Reich je osvojio Mariupol na ukrajinskoj obali Azovskog mora. Vod od 24 hrvatskih časnika, dočasnika i mornara - pod vodstvom S. Rumenovića - pridodan je mariupolskom lučkom zapovjedništvu i s njim je 14. listopada 1941. stigao u Mariupol. 
Do 21. listopada, 1941. preuzeli su i osposobili 40 motornih ribarskih kutera u vrlo lošem stanju pa je iz Nikolajeva upućeno još 20 mornara. 
30. listopada 1941. organizirali su flotilu za zaštitu luke i već sljedećeg dana odbili prvi - zračni - napad. Na osobnu zamolbu zapovjednika 1. oklopne vojske Trećega Reicha, Kleista, unajmili su ukrajinske ribare koji su znali gdje ima najbolje ribe i organizirali i nadzirali ribarsku flotilu koja je za Oklopnu vojsku Trećega Reicha danonoćno lovila i isporučila tisuće tona najbolje ribe. 
Sredinom studenoga nastupio je strašan mraz, s temperaturama između -20 i -30 ºC, a katkad i nižim. Kako brodovi ne bi ostali zarobljeni, oko 75 mornara iz Nikolajeva, 44 iz Mariupola i oko 120 mornara s južne obale Krima - pod vodstvom S. Rumenovića - trebali su sa što više njih otploviti u Kerč pod zaštitom 4. zračne flotile. Dana 22. studenoga 1941. 31 ribarska kutera isplovilo je iz Mariupola, od čega se 2 pokvarilo pri isplovljavanju. Trebalo im se priključiti još 8 iz Bednjanska, ali ih je već zarobio led. Zaštita iz zraka je otklonjena zbog nedostatka zrakoplova. Flotila iz Mariupola je 25. studenoga 1941. uplovila u Geničesk, gdje su nijemci i rumunji - unatoč obavjestima o plovidbi flotile i naputku neka ne gađaju brodove pod stjegom Nezavisne Države Hrvatske i Trećega Reicha - na njih otvorili topničku i strojničku vatru, bez žrtava. U Geničesk su uplovili u zadnji tren a te noći brodove je u luci zarobio ledeni pokrivač debeo 2 - 3 metra, koji se protezao 2 - 3 morske milje uzduž obala Azovskog mora. Pioniri 11. vojske Trećega Reicha pokušali su dizanjem prepreke u zrak osloboditi brodove no to im nije uspjelo. 

## Nikolajev
Početkom prosinca 1941. cijeli Hrvatski pomorski odjel, osim skupine koja je bila u Mariupolu, je skupljen u Nikolajevu i sredinom prosinca podjeljen na odjeljak Azovskog mora - koji je upućen u Geničesk - i odjeljak Krima - koji je upućen u Jaltu. 

## Odjeljak Azovskog mora u Geničesku
Sve plovne jedinice podređene su kapetanu korvete Trećega Reicha, Basarkeu i podjeljene na flotilu za traženje mina u Kerčkom tjesnacu- pod vodstvom M. Ružinera - i prijevoznu flotilu - pod vodstvom S. Rumenovića - za pomaganje 11. vojsci Trećega Reicha pri prijelazu na drugu obalu Kerčkog tjesnaca - Kavkaz. Po završetku zadatka, trebali su plovne jedinice prevesti u sve nezaleđene luke. 
Zbog temperature ispod -30°C, nisu mogli isploviti a Crvena vojska je došla na kavkasku stranu Kerčkog tjesnaca i kose Čuška i Tuzla i počela topnički napadati cijelu obalu Krima. 
U drugoj polovici prosinca, studen je počela popuštati. Dana 24. prosinca 1941. zapovjednik Krima Trećega Reicha je zapovijedio odvođenje flotile - zapušteni motorni kuteri čiji su brodski trupovi propuštali vodu a motori često gasili - u Feodoziju - udaljenu više od 100 morskih milja - kroz morske puteve - između minskih polja Ratne mornarice Saveza Sovjetskih Socijalističkih Republika - koji su na nekim mjestima bili samo 1 morsku milju udaljeni od topništva Crvene vojske. Ratna mornarica Saveza Sovjetskih Socijalističkih Republika već je imala skupine plovnih jedinica u nekoliko luka uzduž ("poluotoka"). Odjelak Azovskog mora Hrvatskog pomorskog odjela imao je na raspolaganju samo 5 lakih strojnica, nekoliko pušaka i ručnih granata. Andro Vrkljan odlučio je pokušati izvedbu ali je sazvao časnike i starije podčasnike, iznio im situaciju, naveo kako ima vrlo malo nade kako će itko iz odjeljka Azovskog mora živ uploviti u Feodoziju i dao im pola sata neka pristanu ili ne pristanu bez ikakvih posljedica. Kako nisu htjeli dopustiti da se posumnja u odvažnost Hrvata, svi su pristali. Izabrali su 25 "najboljih" ribarskih kutera, podijelili ih u 5 skupina po 5 jedinica a za vođu do je određen S. Rumenović. Pojedinačne skupine ili jedinice koje bi uspjele stići do rta Choria, trebao je kroz kanal provoditi Andro Vrkljan. Isplovljavanje je određeno za 26. prosinca 1941. Andro Vrkljan se zaputio u Sarabusu, gdje se 26. prosinca 1941. po zapovijedi javio časniku za vezu pri 11. vojsci Trećega Reicha. Dana 27. prosinca 1941. stigao je u Feodoziju, u kojoj nije mogao naći prijevozno sredstvo za Kerč. U međuvremenu je 26. prosinca temperatura pala pa se more ponovo zamrznulo i blokiralo flotili isplovljavanje iz Geničeska. U noći s 29. na 30. prosinca 1941., Ratna mornarica Saveza Sovjetskih Socijalističkih Republika napala je Feodoziju - koju je branilo svega nekoliko stotina vojnika Trećega Reicha - s 3 razarača, 1 prijevoznim brodom i 12 teretnih brodova i iskrcala 63. streljačku diviziju Crvene vojske s 11.270 vojnika i 157. streljačku diviziju Crvene vojske s 6.396 vojnika, pa je Andro Vrkljan dospio u teške ulične borbe i bio dio branitelja koje je Crvena vojska opkolila u staroj tvrđavi iz koje ih se probilo 180, uključujući i Andru Vrkljana.

## Opremanje novim brodovima
Tijekom 1943. velik dio legionara Hrvatskog pomorskog odjela na Crnom moru poslan je na školovanje na specijalističke tečajeve u Njemačku i ostale okupirane zemlje. Po povratku Hrvatska pomorska legija dobila je nove brodove za lov na podmornice (Kriegsfischkutter/KFK), koji su zamijenili pohabane ribarske brodove iz sovjetskog ratnog plijena koje su do tada koristili. Preuzeto je 12 lovaca ustrojenih u 23. flotilu lovaca podmornica (23. U-Jagdflottille), a dobili su oznake od Uj 2301 do Uj 2312. 
Glavna zadaća hrvatskih legionara tijekom 1944. bila je proganjati sovjetske podmornice, u čemu su se pokazali vrlo umješnima, posebice poručnik fregate Josip Mažuranić s posadom broda Uj 2303.

## Raspuštanje u svibnju 1944. godine
Zbog sloma njemačkih snaga na području Crnog mora, odlaze pripadnici Hrvatskog pomorskog odjela u svibnju 1944. god. u Hrvatsku. 21. svibnja 1944. godine priređen im je svečani doček u Zagrebu, a 23. svibnja 1944. god. se postrojba službeno raspušta. Pripadnici se šalju u razna mjesta, u svrhu planiranog uspostavljanja ratne mornarice NDH.

## Vanjske poveznice
- Prezentacija knjige o Hrvatskoj pomorskoj legiji "Hrvatski Argonauti 20. stoljeća" autora Andra Vrkljana, u nakladi Hrvatskog državnog arhiva, 23. ožujka 2012.